# Gary Aiken
Gary Aiken (...) è un ex sciatore alpino e allenatore di sci alpino canadese, vincitore della Can-Am Cup nel 1974.

## Biografia
Aiken, originario di  Warfield, fece parte della nazionale canadese negli anni 1970; nella stagione 1973-1974 in Can-Am Cup vinse sia la classifica generale, sia quella di discesa libera e in quella stessa annata si aggiudicò il titolo nazionale di discesa libera. Non prese parte a rassegne olimpiche  e non ottenne piazzamenti in Coppa del Mondo o ai Campionati mondiali; dopo il ritiro divenne allenatore nei quadri della nazionale paralimpica canadese.

## Palmarès

### Can-Am Cup
- Vincitore della Can-Am Cup nel 1974[1]
- Vincitore della classifica di discesa libera nel 1974[senza fonte]

### Campionati canadesi
- 1 oro (discesa libera nel 1974)[3]